# جمینای (مدل زبانی)
جمینای (انگلیسی: Gemini) یک خانواده از مدل‌های زبان بزرگ چندوجهی پیشرفته است که توسط Google DeepMind، بخش تحقیقات هوش مصنوعی گوگل، توسعه یافته‌است. این مدل به عنوان جانشین مدل‌های قبلی گوگل مانند LaMDA و PalM 2 طراحی شده است. جمینای به دلیل برخورداری از قابلیت‌های چندوجهی شهرت دارد، به این معنی که می‌تواند انواع مختلفی از داده‌ها از جمله متن، تصویر، صدا، ویدئو و کد را درک و پردازش کند. [1]
جمینای در ۶ دسامبر ۲۰۲۳ در سه اندازه مختلف (اولترا، پرو، و نانو) معرفی شد [2] و به سرعت به عنوان رقیبی قدرتمند برای مدل‌های پیشرو در زمینه هوش مصنوعی، از جمله GPT-4 توسعه‌یافته توسط OpenAI شناخته شد. [نیاز به منبع] از زمان معرفی اولیه، گوگل نسخه‌ها و به‌روزرسانی‌های جدیدی از جمینای را منتشر کرده است، از جمله جمینای ۱.۵ پرو که با پنجره متنی بزرگ‌تر و کارایی بهبود یافته معرفی شد. [3]
نسخه‌های مختلف جمینای در حال حاضر در محصولات و خدمات متنوع گوگل مورد استفاده قرار می‌گیرند، از جمله به عنوان پایه و اساس بات گفتگوی جمینای (که قبلاً با نام بارد شناخته می‌شد) و همچنین در سرویس‌های هوش مصنوعی گوگل برای توسعه‌دهندگان و کسب‌وکارها. [4] توسعه و بهبود قابلیت‌های جمینای توسط گوگل دیپ‌مایند همچنان ادامه دارد. [5]

## تاریخچه

### توسعه
گوگل در کنفرانس Google I/O در ۱۰ مه ۲۰۲۳، از جمینای پرده برداشت. این یک مدل زبانی بزرگ است که توسط Google DeepMind، بخش تحقیقات هوش مصنوعی گوگل، توسعه یافته است. جمینای به عنوان جانشین مدل‌های قبلی گوگل مانند LaMDA و PaLM 2 طراحی شده است و گفته می‌شود که در مراحل اولیه توسعه خود قرار دارد.
جمینای ترکیبی از توانایی‌های AlphaGo (که در بازی پیچیده گو به کار گرفته شده بود) و قابلیت‌های پیشرفته مدل‌سازی زبان است. این مدل قادر است از انواع مختلفی از داده‌ها از جمله متن، تصاویر و سایر داده‌های خام برای درک، کار کردن و ترکیب اطلاعات، و در نهایت تولید خروجی‌های متنوع مانند متن، ترجمه زبان، نوشتن کد، نوشتن شعر و موارد دیگر استفاده کند.

### راه‌اندازی
در ۶ دسامبر ۲۰۲۳، سوندار پیچای (مدیر عامل گوگل) و دمیس حسابیس (مدیر عامل گوگل دیپ‌مایند) از طریق یک بیانیه مطبوعاتی آنلاین، نسخه "جمینای ۱.۰" را معرفی کردند. این نسخه به عنوان "بزرگترین و تواناترین مدل هوش مصنوعی" گوگل شناخته می‌شود و شامل سه مدل با اندازه‌های مختلف بود: جمینای اولترا (طراحی شده برای "کارهای بسیار پیچیده")؛ جمینای پرو (طراحی شده برای "طیف گسترده‌ای از وظایف")؛ و جمینای نانو (طراحی شده برای "وظایف روی دستگاه"). این معرفی به عنوان پاسخی به مدل‌های پیشرو در زمینه هوش مصنوعی، از جمله GPT-4 توسعه‌یافته توسط OpenAI تلقی شد.

## بازتاب اولیه
قبل از راه‌اندازی رسمی، هیو لنگلی از نشریه Business Insider با توجه به اهمیت این مدل برای جایگاه گوگل در رقابت هوش مصنوعی، اظهار داشت که جمینای می‌تواند لحظه‌ای سرنوشت‌ساز برای گوگل باشد.